# Désiré-Jules Lesguillier
Désiré-Jules Lesguillier, né le 15 juillet 1825 à Lhuys et le 26 septembre 1889 à Fère-en-Tardenois, est un homme politique français, notamment sous-secrétaire d'État aux Travaux publics dans le gouvernement Léon Gambetta.

## Biographie
Il est élève de l'École polytechnique (X1845).
Il a désigné, avec l'aide de Théopile Luc Ricour, la gare, le dêpot et les ateliers généraux de Valladolid, pour la Compagnie des Chemins de Fer du Nord de l'Espagne, en 1860.
Ingénieur des ponts et chaussées, ancien député de l'Aisne, ancien sous-secrétaire d'État, chevalier de la Légion d'honneur, était un ancien élève de l'École polytechnique, dont il sortit avec le no 1. En 1878, il était appelé à la Direction des chemins de fer de l'État.
En 1881, il était élu député de l'arrondissement de Château-Thierry et en 1885 il était réélu par le département de l'Aisne au scrutin de liste. 
Sous le ministère de Gambetta, il fut nommé sous-secrétaire d'État aux Travaux publics. Avant d'entrer dans la vie publique, il avait construit plusieurs lignes importantes de chemin de fer en Espagne. C'est à cette époque qu'il fut nommé chevalier de la Légion d'honneur.

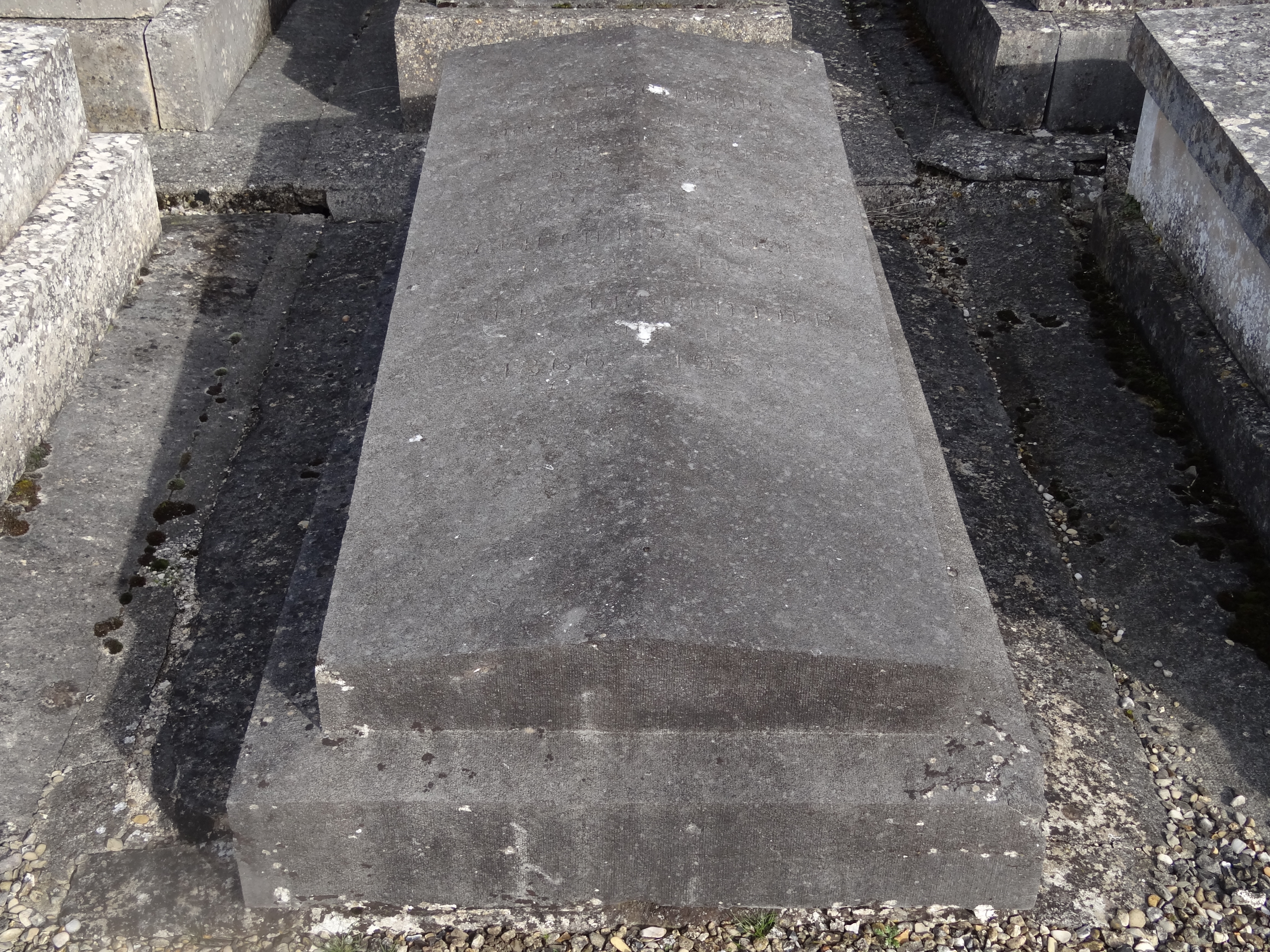
La tombe de Désiré-Jules Lesguillier au cimetière de Fère-en-Tardenois (Aisne).

## Source
- « Désiré-Jules Lesguillier », dans Adolphe Robert et Gaston Cougny, Dictionnaire des parlementaires français, Edgar Bourloton, 1889-1891 [détail de l’édition]